# Amietophrynus perreti
Amietophrynus perreti е вид жаба от семейство Крастави жаби (Bufonidae). Видът е световно застрашен, със статут Уязвим.

## Разпространение
Разпространен е в Нигерия.